# Dones a Islàndia
Les dones a Islàndia gaudeixen d'una bona igualtat de gènere. El 2018, el 88% de les dones en edat de treballar estan ocupades, el 65% dels estudiants que assisteixen a la universitat són dones, i el 41% dels membres del consells d'empreses són dones. Islàndia té la proporció més alta del món de dones al mercat laboral, una important dotació per a la cura dels nens per a les dones treballadores, i tres mesos de permís parental per a homes i dones.
Es pot dir que Islàndia és un dels països més feministes del món, per haver estat premiada amb aquest estatus el 2011 per segon any consecutiu. Islàndia va ser el primer país a tenir una dona presidenta, Vigdís Finnbogadóttir, elegida el 1980. També compta amb la primera dona cap de govern i obertament homosexual del món, Jóhanna Sigurðardóttir, que va ser elegida primera ministra el 2009.
En general, Islàndia gaudeix de la desigualtat de gènere més petita, segons el rànquing del Fòrum Econòmic Mundial (l'Informe de la Bretxa Global de Gènere; Global Gap Gap Report, GAP), el 0,877 (2020). La diferència salarial entre dones i homes està disminuint a un ritme que conduiria a la paritat el 2068. Les dones guanyen de mitjana aproximadament el 72% dels salaris dels homes, i continuen sent objecte de violència domèstica i sexual.

## Història

### Era dels vikings (793-1066)
Tant els homes com les dones nòrdiques van colonitzar Anglaterra, les illes Shetland i Òrcades, i Islàndia durant les migracions de l'Era dels vikings des d'Escandinàvia. Les dones nòrdiques van viatjar junt amb els homes com a exploradores i, més tard, com a colones als poblats d'Islàndia. La colona Aud the Deep-Minded va ser una de les primeres dones islandeses conegudes. Va ser una dels quatre principals colones de la història d'Islàndia. Entre les primeres islandeses notables hi ha l'exploradora Gudrid Thorbjarnardóttir, la poeta Steinunn Refsdóttir, i Þorgerðr Egilsdóttir esposa d'Olaf el Paó. Es considera que l'era dels assentaments va acabar l'any 930 amb l'establiment de l'Alþingi.

Descripció gràfica de les diferents rutes de navegació que van utilitzar els diferents personatges de les sagues d'Islàndia, especialment els de la Saga d'Eric el Roig i la Saga dels groenlandesos
Viatges dels primers escandinaus a Islàndia durant el segle ix

Durant l'era dels vikings, les dones nòrdiques treballaven al camp i al comerç junt amb els homes, i sovint les deixaven al càrrec mentre els seus marits eren fora o havien estat assassinats. A Islàndia s'han trobat tallers de dones per fabricar teixits de llana. Els tèxtils s'utilitzaven com a forma de moneda a la Islàndia medieval, i ja hi havia regulacions sobre el que era moneda de curs legal a la part més antiga (segle xi) de les lleis de Grágás. Islàndia exportava llana a Europa.

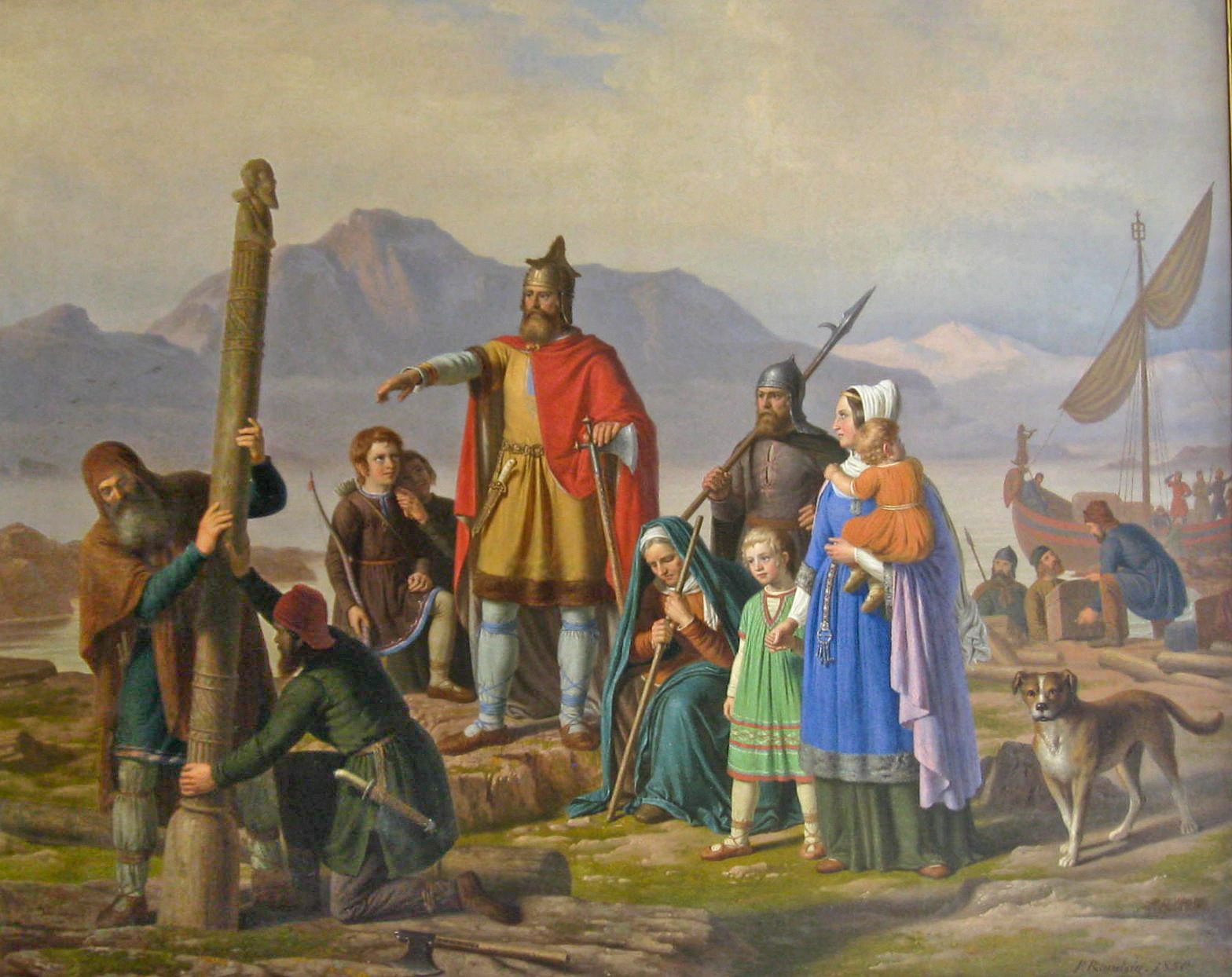
Ingólfur Arnarson, considerat el primer colon nòrdic d'Islàndia, mana erigir el seu pilar sagrat (öndvegissúlur)

La societat de l'era dels vikings era dominada per homes, amb rols de gènere definits. Els morts eren enterrats amb algunes de les seves possessions; els homes van ser enterrats amb eines i armes, les dones amb joies, anells i articles per a la llar, tot i que s'han trobat joies tant en enterraments d'homes com de dones. Les dones de l'era dels vikings podien ser propietàries de les seves propietats, demanar el divorci i tenir dret a recuperar els seus dots. Si el marit d'una dona moria, ella el substituïa de manera permanent; d'aquesta manera, les dones sovint dirigien granges o realitzaven negocis. Les sagues islandeses fan referència a les dones que actuen com a infermeres i llevadores, i que atenen les ferides dels homes ferits durant la batalla.

### Sufragi femení
Les dones islandeses van obtenir per primera vegada el dret de vot a les eleccions parlamentàries del 1915.
El 1845 el vot es va limitar als homes de més d'una certa edat que posseïen béns i pagaven impostos. Aquestes restriccions es van retirar amb el pas del temps i el 1903 tots els homes van poder votar excepte els treballadors agrícoles. El 1907, el dret a votar a les eleccions municipals es va estendre a totes les dones, atorgat a les vídues i dones solteres amb mitjans independents el 1882.

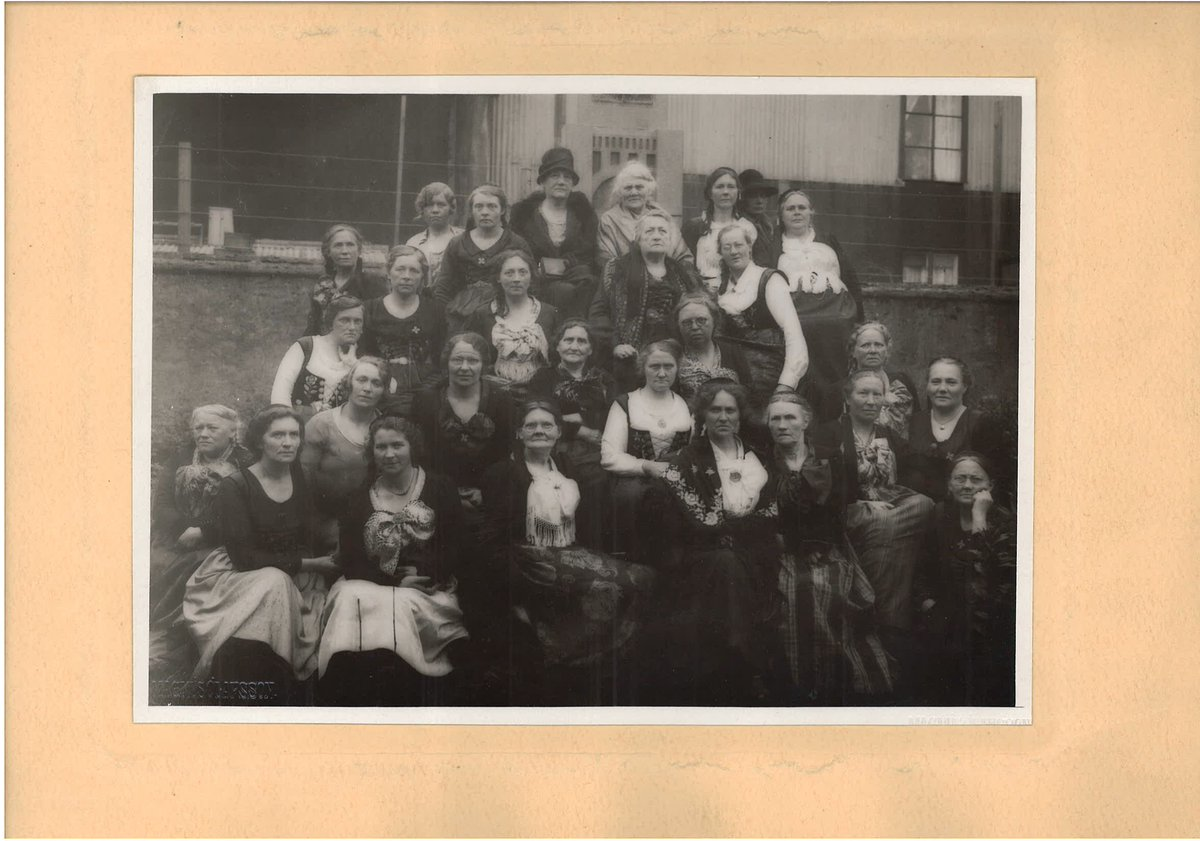
La primera fotografia de les membres de l'Associació Islandesa de Drets de les Dones, Kvenréttindafélag Íslands, fundada el 1907
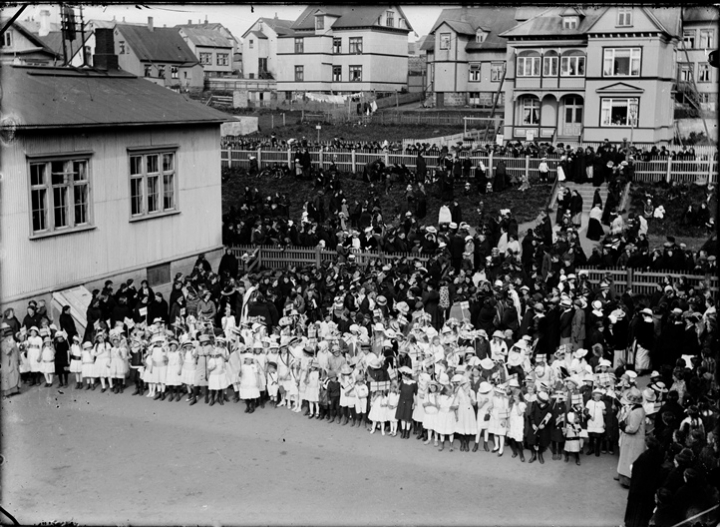
Islandeses celebrant el sufragi femení el 1915

L'Alþingi van acordar un projecte de llei de sufragi femení el 1911, ratificat per l'Alþingi el 1913 i promulgat el 19 de juny de 1915 pel rei danès, però només va concedir el vot a les dones majors de 40 anys i no va atorgar el dret de vot als criats. En aquella època, eren unes 12.000 dones islandeses. El 1920, aquestes restriccions es van retirar després que Islàndia es convertís en un estat independent de la corona danesa el 1918.

### Vaga de dones de 1975
Es diu que el 1975, les dones treballadores guanyaven un 60% menys que els seus homòlegs masculins. Moltes dones no podien treballar, ja que s'havien de quedar a casa per fer les tasques domèstiques i criar els nens. El divendres 24 d'octubre, les dones van deixar el seu llocs de treball a les 14:05 h, hora en què haurien guanyat el seu salari del dia si haguessin cobrat el mateix que els homes. L'escala de l'esdeveniment va ser molt gran, amb la participació de 25.000 dones d'un país amb només 220.000 habitants (11,3% de la població total). A Reykjavík, gairebé el 90% de les dones van participar en la vaga.
La primera vaga del 1975 va afectar moltes coses. Moltes mestres eren dones, de manera que moltes escoles van tancar. La vaga va interrompre el servei telefònic i va aturar la impressió de diaris, ja que tots els compositors eren dones. La majoria de les llars d'infants van tancar, perquè les encarregades eren dones, de manera que els homes havien de portar els seus fills a la feina. Els àpats fàcils de cuinar es van esgotar a moltes botigues, així com els dolços i els articles per distreure els nens. La vaga va continuar fins a la mitjanit, quan les dones van tornar a la feina. Les compositores van crear diaris dedicats gairebé íntegrament a la vaga de dones.
La dona va assolir l'objectiu previst, bàsicament paralitzar Islàndia durant aquell dia. Els homes es van referir a aquest dia com «el divendres llarg». Vigdís va dir que no s'hauria convertit en Presidenta d'Islàndia sense la vaga, que era el «primer pas per a l'emancipació de les dones a Islàndia», i que «va paralitzar completament el país i va obrir els ulls a molts homes». L'any següent a la vaga, Islàndia va crear el Consell per a la Igualtat de Gènere i va aprovar la Llei d'igualtat de gènere, que prohibia la discriminació de gènere en el lloc de treball i a les escoles.

### Seglexxi
La vaga es va repetir; el 1975, el 2005, el 2010 i el 2016, les dones a Islàndia van sortir el moment del dia que deixaven de cobrar si el seu salari fos el mateix que el dels homes. El 24 d'octubre de 2016, les dones van deixar la feina a les 14:38 h, pel 41è aniversari del «Dia lliure de les dones». Això indica que les dones havien guanyat només mitja hora més en sou en 11 anys, és a dir, una mica menys de tres minuts a l'any.
La vaga internacional de dones, una versió global inspirada en la vaga islandesa, es va realitzar el 2000, 2001, 2017 i el 2018.

## Educació i treball
El 45,5% de la plantilla del treball formal d'Islàndia eren dones el 2010. A la dècada del 2000, poc menys del 80% de les dones islandeses treballaven formalment, la taxa més alta de l'OCDE (al voltant del 86% dels homes treballaven formalment). Les taxes de mares a la feina també són elevades, potser a causa de l'elevada cobertura per la cura dels fills i de les generoses polítiques de permís parental. Les dones estaven treballant formalment durant una mitjana de 35 hores setmanals, en comparació amb les 44 hores dels homes. El 2008, el 65% de les dones que treballaven ho feien a temps complet, en comparació amb el 90% dels homes.
El 14% de les famílies islandeses son formades per mares solteres, mentre que el 2% son formades per pares solters. El 40% té ambdós pares, mentre que la resta de famílies no tenen fills. Entre les que no treballaven formalment, una enquesta del 2010 va trobar que el 95% dels que es descrivien a si mateixos com a mestresses de casa eren dones. A l'enquesta també es van trobar 1.200 persones en excedència familiar no remunerades, totes elles dones.
El 1987, els pares islandesos van rebre el dret a compartir part del permís de maternitat de sis mesos de la mare. Això es va promulgar a causa de l'aprovació de lleis similars a Noruega i Suècia. El 2000, Islàndia va aprovar una llei per a la «quota del pare» (permís per paternitat); es van reservar tres mesos de permís retribuït per al pare, tres per a la mare i els tres restants podrien ser utilitzats per qualsevol dels dos progenitors. Això es va promulgar per etapes, amb la quantitat de llicències augmentades cada any, que es va aplicar completament el 2003.

Després de la presentació de la llei, més del 90% dels pares van utilitzar la seva llicència paterna. La investigació va demostrar que això situava els homes i les dones en un nivell més igualitari en el lloc de treball, però no semblava afectar la bretxa salarial. El 2012, hi havia previst augmentar gradualment el permís fins a cinc mesos per a cada progenitor, més dos mesos de permís transferible, el 2016.

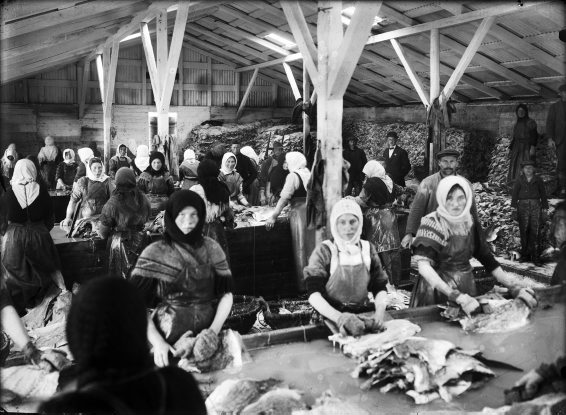
Dones que treballaven a una fàbrica de peix de Reykjavík, c. 1910
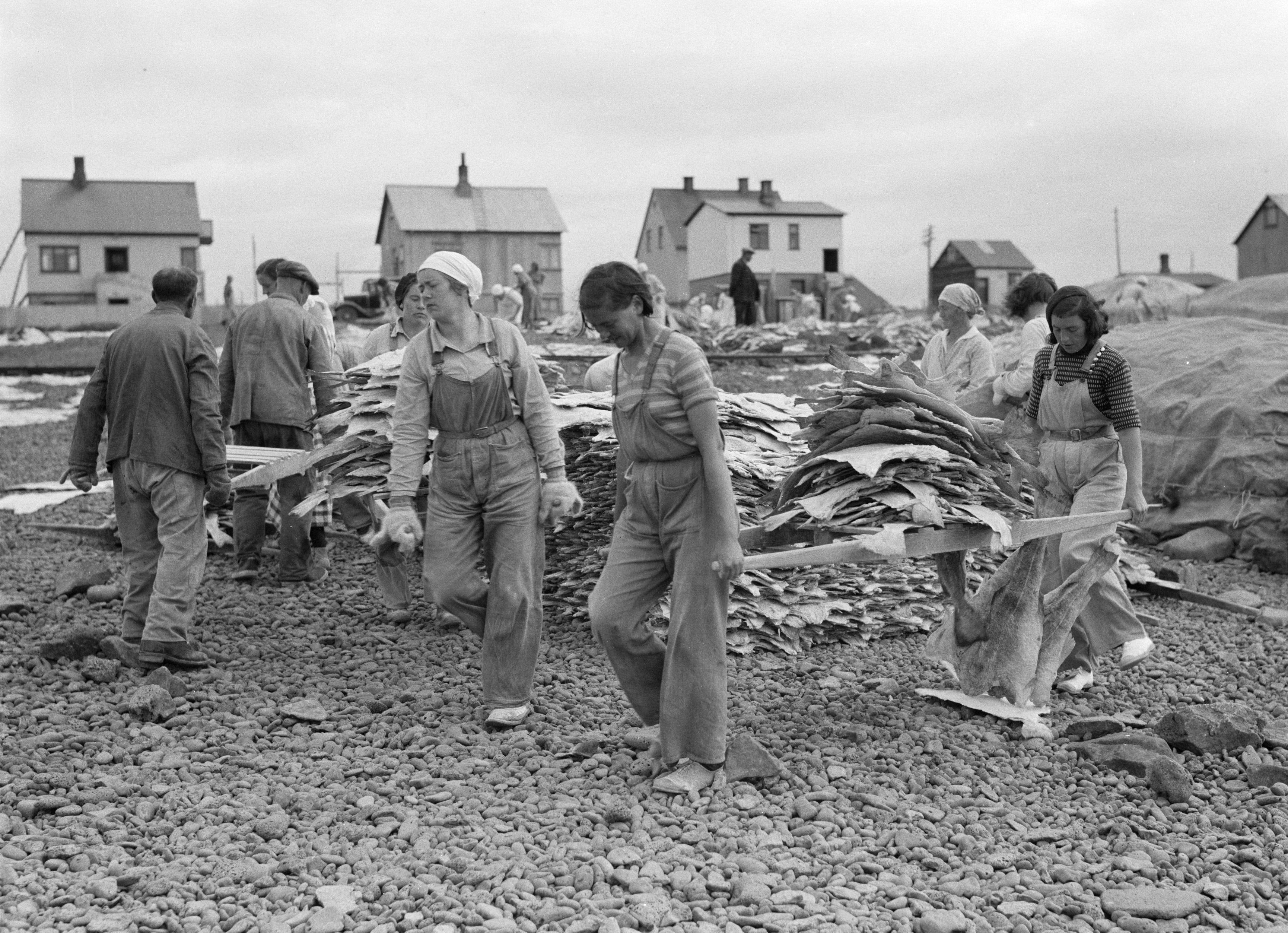
Dones transportant peix assecat, 1934
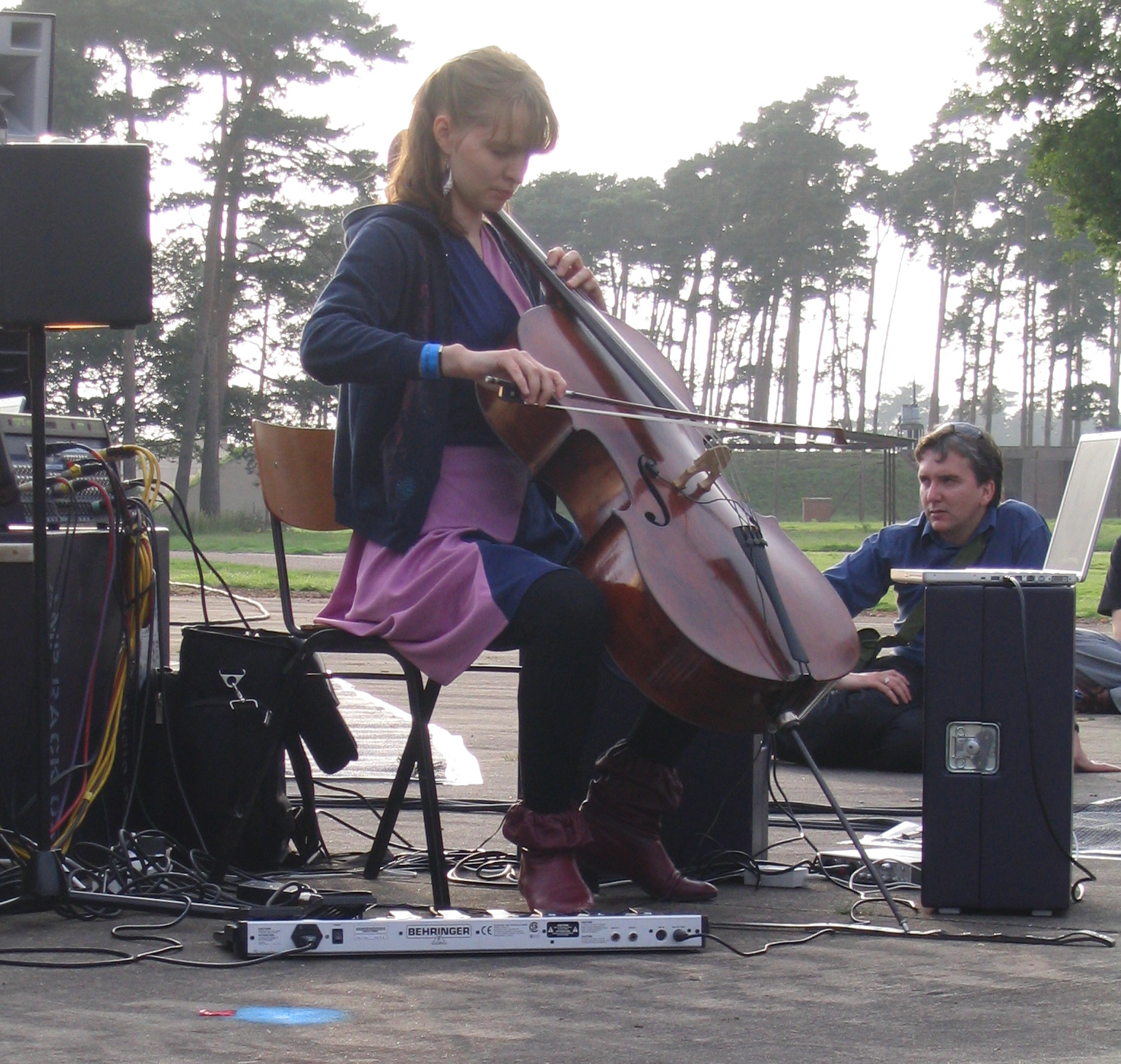
Hildur Guðnadóttir en el festival Faster Than Sound, en Suffolk, 2007
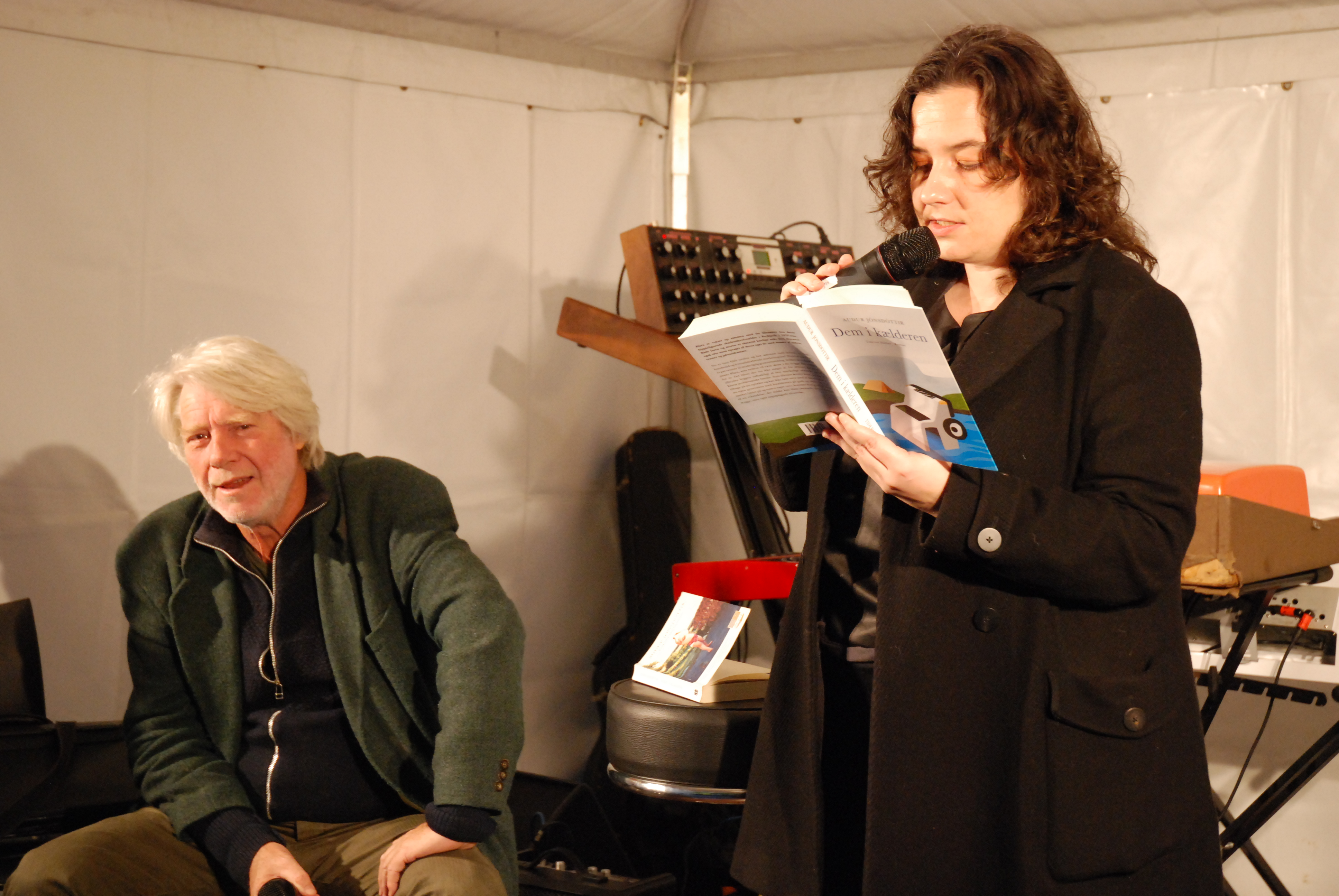
L'escriptora islandesa Auður Jónsdóttir llegeix Dem i kælderen durant la Nit de la Cultura al Consell Nòrdic i al Consell de Ministres Nòrdic, octubre de 2009.

El mercat laboral islandès està fortament segregat per gènere, amb diferències substancials en les ràtios de gènere en diferents sectors. Les dones a Islàndia són més propenses a obtenir títols universitaris que els homes, fins al nivell de doctorat. Van formar el 40% dels graduats en ciències, matemàtiques i informàtica i el 35% dels graduats en enginyeria, fabricació i construcció, el 2012/2013. Més del 80% dels graduats en salut i més del 70% dels graduats en veterinària, agrícola i educació són dones. Menys d'una quarta part dels que treballen com a operadors de plantes i màquines i en artesania, comerç, agricultura, pesca i gestió són dones (tot i que, en contra d'aquesta tendència, el 60% dels directius del sector de la societat civil són dones). És més probable que les dones treballin al sector públic, els homes al sector privat, cosa que significa que l'ocupació de les dones no es veu tan afectada per les fluctuacions econòmiques. Les dones tenen menys probabilitats d'obtenir qualificacions professionals. Hi ha més dones periodistes que homes, però menys d'un de cada tres entrevistadors als programes informatius és una dona.
Després de la crisi financera islandesa del 2008-2011, es va produir un gir cap al lideratge femení. Les dones havien estat pràcticament absentes a les juntes bancàries anteriors a la crisi; després de la crisi, van ser nomenades als nous consells d'administració i dos terços dels gestors bancaris designats després de la nacionalització eren dones. Les dones també van tenir més èxit en optar a càrrecs polítics, amb una proporció de dones al parlament que va arribar al rècord del 43%.

### Desigualtat salarial
Es pot dir que Islàndia és un dels països amb més igualtat de gènere del món. Es troba al primer lloc dels millors llocs per a treballar el 2016, segons l'índex de dones de The Economist. Ha estat nomenat el país més feminista del món, i ha estat classificat número 1 a l'índex de diferència salarial de gènere del Fòrum Econòmic Mundial des de 2009. Durant els darrers vuit anys «Islàndia ha acabat primer dels més de cent països del món en el rànquing del Fòrum Econòmic Mundial (l'Informe de la Bretxa Global de Gènere; Global Gap Gap Report, GAP), que quantifica les disparitats entre homes i dones en salut, política, educació i ocupació». (com més alta sigui la classificació d'un país, més petites són les seves disparitats de gènere).
A Islàndia, les dones cobren aproximadament un 18% menys que els seus homòlegs masculins si treballen en el mateix lloc de treball amb el mateix nivell d'experiència; per comparació, la bretxa salarial mitjana europea és del 16,2%. Sense tenir en compte la classificació, la posició i les hores treballades, la renda mitjana anual de les dones és un 28% inferior a la dels homes. A les zones rurals, la bretxa salarial és generalment més gran. Al ritme actual, les dones no experimentaran la mateixa remuneració fins al 2068. El govern islandès ha dit que pretén reduir la bretxa salarial de gènere a Islàndia el 2022.
El 2018, Islàndia va il·legalitzar la remuneració desigual pel mateix treball; empreses i agències governamentals amb més de 25 empleats s'enfronten a fortes multes.

## Govern
Islàndia es va convertir en el tercer país democràtic modern en què les dones van obtenir el vot el 1915. Tanmateix, el 1975 només hi havia tres parlamentàries (el 5% de tots els parlamentaris). Altres països nòrdics tenien un 16% - 23%. Després de la vaga de dones islandeses de 1975, es van triar més dones. El 2015, 28 parlamentaris (44%) eren dones.

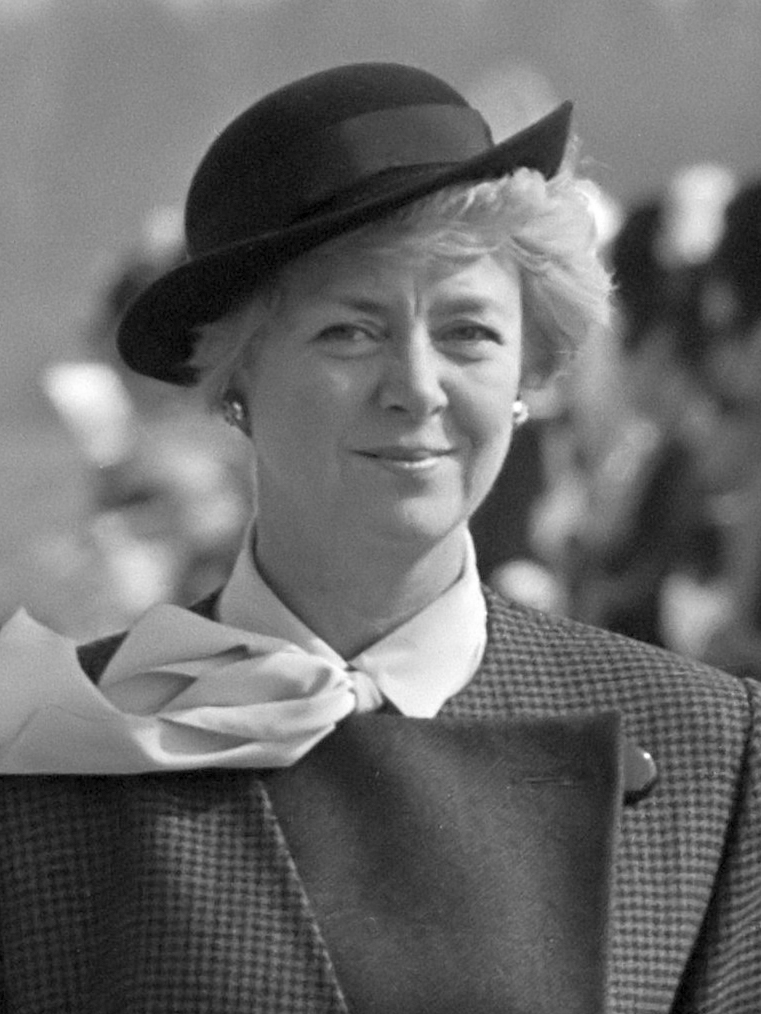
Vigdís Finnbogadóttir
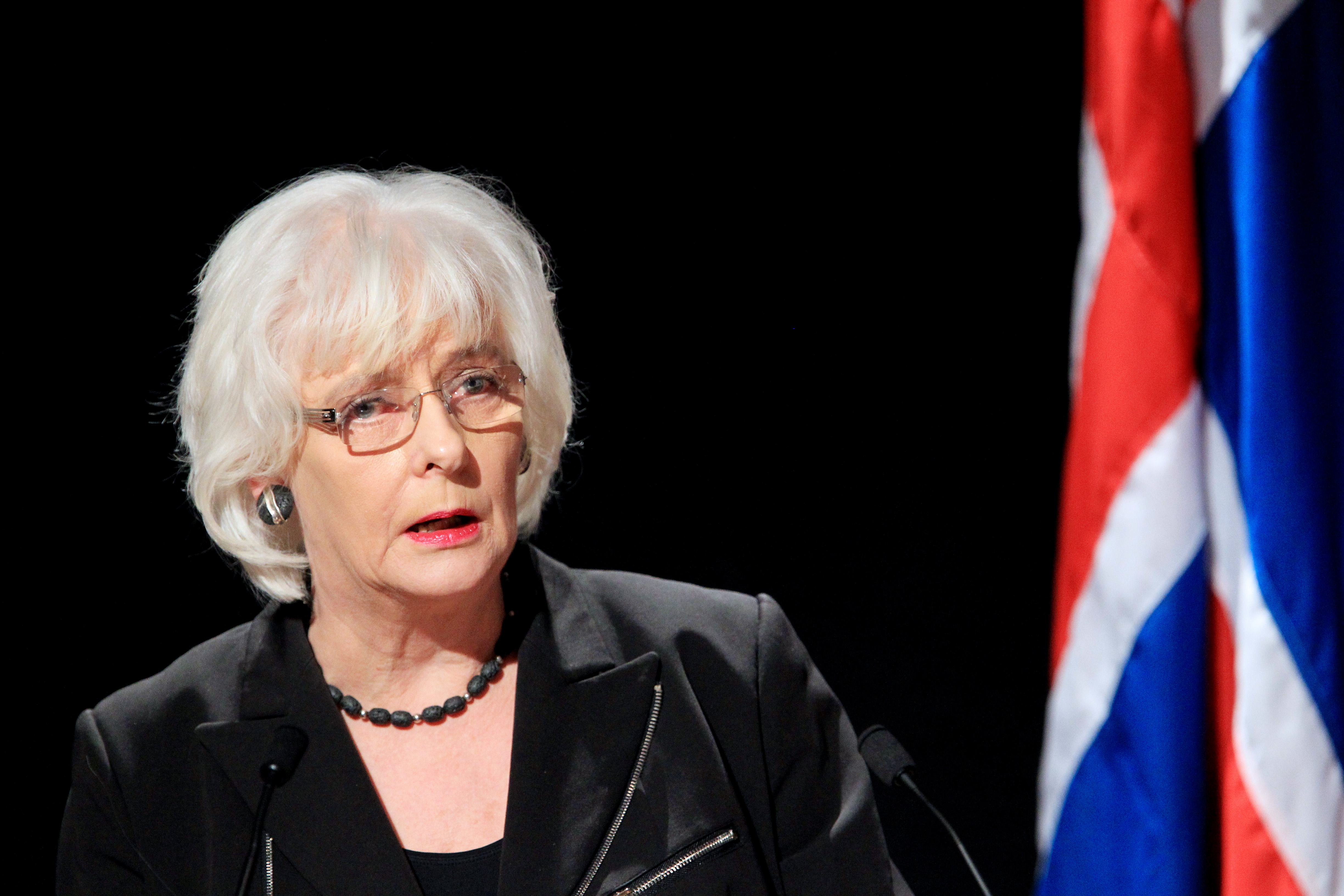
Jóhanna Sigurðardóttir
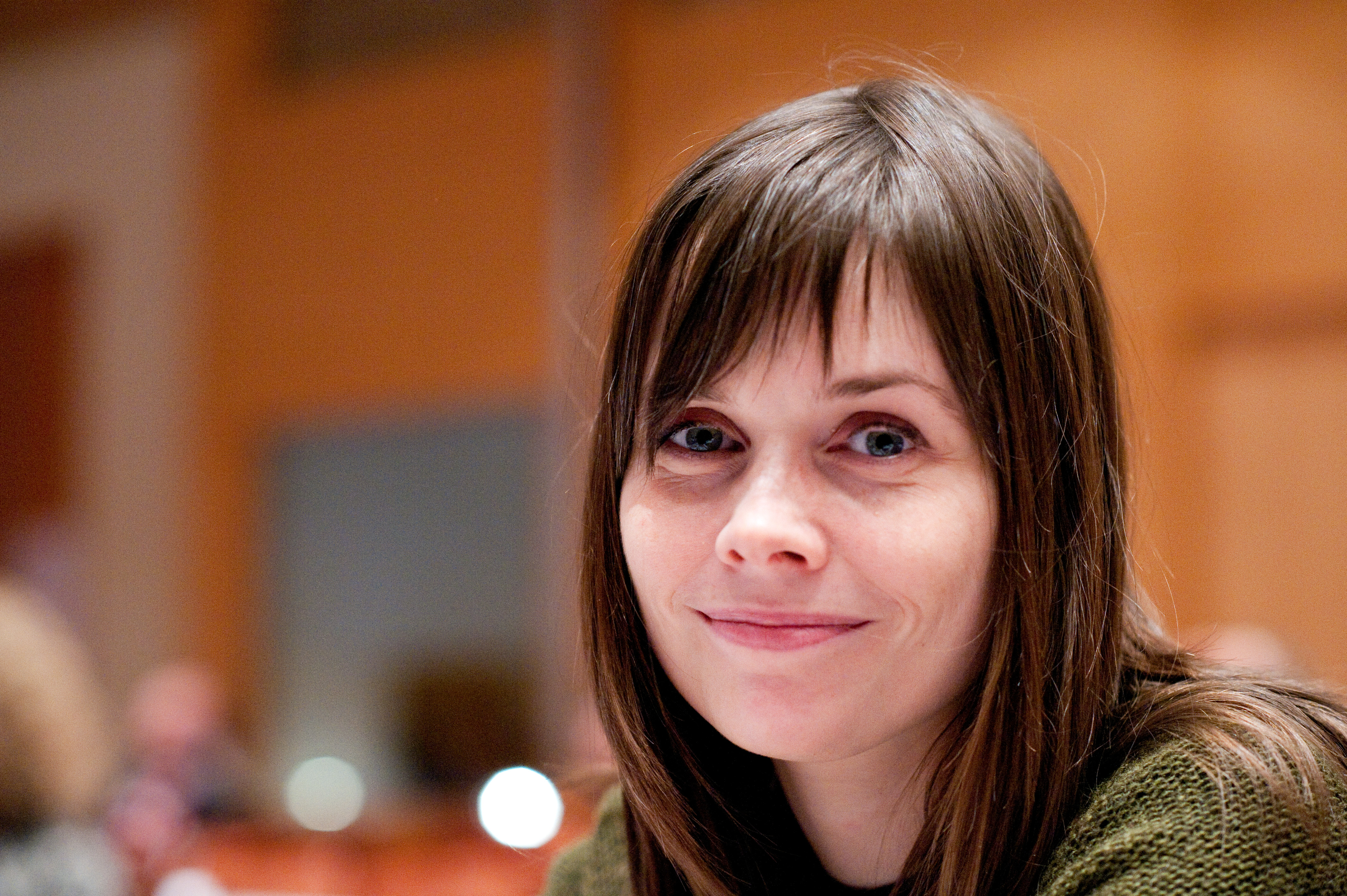
Katrin Jakobsdottir

Islàndia ha tingut una dona com a Presidenta o com a Primera ministra durant 20 dels darrers 36 anys. A les eleccions parlamentàries del 2016, que es van ocupar 63 escons, es van elegir 30 dones, cosa que va augmentar el nombre de dones a l'Alþingi fins al 47%. En comparació amb els Estats Units d'Amèrica (que es troba al 20%), es va dir que Islàndia tenia el «parlament més igualitari del món» quan les dones van guanyar el 47% dels escons el 2016.

### Vigdís Finnbogadóttir
El 29 de juny de 1980, Vigdís Finnbogadóttir va ser la primera dona elegida com a Presidenta d'Islàndia, i va ser la quarta presidenta de la república. Va ser la primera dona elegida cap d'estat en unes eleccions nacionals i la primera presidenta del món elegida democràticament. Després de convertir-se en presidenta sense oposició el 1984, 1988 i 1992, es va retirar de la presidència el 1996. Vigdis també va ser directora artística de la Companyia de teatre de Reykjavík (Leikfélag Reykjavíkur), va ser professora de francès a la Universitat d'Islàndia (Háskóli Íslands) i va ser responsable de premsa al Teatre Nacional d'Islàndia (Þjóðleikhúsið) (1954-1957 i 1961-1964). Va emetre conferències a la televisió local i va formar guies turístics locals.
Durant la seva etapa com a presidenta, va utilitzar el seu càrrec per centrar-se en la joventut i donar suport a la silvicultura, alhora que va promoure l'islandès i la cultura islandesa. Després de la seva jubilació com a presidenta el 1996, Vigdis va passar a ser «Presidenta fundadora del Consell de dones líders mundials a l'Escola de Govern John F. Kennedy de la Universitat Harvard». Dos anys després, el 1998, va ser nomenada presidenta de la Comissió Mundial de l'Ètica del Coneixement i la Tecnologia Científics de la UNESCO.

### Jóhanna Sigurðardóttir
El 2003, Jóhanna Sigurðardóttir va ser la primera dona escollida com a Primera ministra d'Islàndia, així com la primera Cap de govern obertament lesbiana del món. Va mantenir aquest càrrec durant 16 anys i va utilitzar el seu lideratge per intentar prohibir els clubs de striptease «explicant-ho com una mesura necessària per assolir justícia, cosa que és impossible, segons va concloure, quan les dones són tractades com a productes bàsics». Abans d'això, Jóhanna Sigurðardóttir ja era una membre del govern molt activa. El 1978 va ser elegida membre de l'Alþingi com a membre del Partit Socialdemòcrata. Es va convertir en Ministra d'assumptes socials el 1987, càrrec que va ocupar fins al 1994. Va iniciar el seu propi partit el 1994, anomenat Despertar de la Nació (Þjóðvaki), que es va unir amb el Partit Socialdemòcrata (Alþýðuflokkurinn), la Llista de les Dones (Samtök um Kvennalista), i l'Aliança Popular (Alþýðubandalagið) el 1999, i el 2000 es va fusionar per convertir-se en l'Aliança socialdemòcrata (Samfylkingin). El 27 de juny de 2010, Islàndia va declarar legal el matrimoni entre persones del mateix sexe, i Jóhanna i la seva parella Jónína Leósdóttir es van casar oficialment.

### Katrín Jakobsdóttir
Katrín Jakobsdóttir, membre del Moviment d'Esquerra-Verd (Vinstrihreyfingin – grænt framboð), es va convertir en la segona dona Primera ministra d'Islàndia. Una de les seves accions com a primera ministra va ser organitzar una nova llei que obligava les empreses islandeses a demostrar que paguen per igual a homes i dones. Katrín és la líder femenina més jove d'Europa. Es va convertir en membre de l'Alþingi als 31 anys, ministra d'Educació, Ciència i Cultura amb 33 anys i líder del Moviment d'Esquerra-Verda amb 37 anys.

## Religió
Abans de la reforma islandesa, Islàndia tenia dos convents, l'abadia de Kirkjubæjar i el Reynistaðarklaustur. L'Església d'Islàndia, l'església estatal d'Islàndia, va elegir la seva primera bisba, Agnes M. Sigurðardóttir, el 2012.

## Esport
Islàndia té equips nacionals femenins de bàsquet, handbol, voleibol i de futbol.

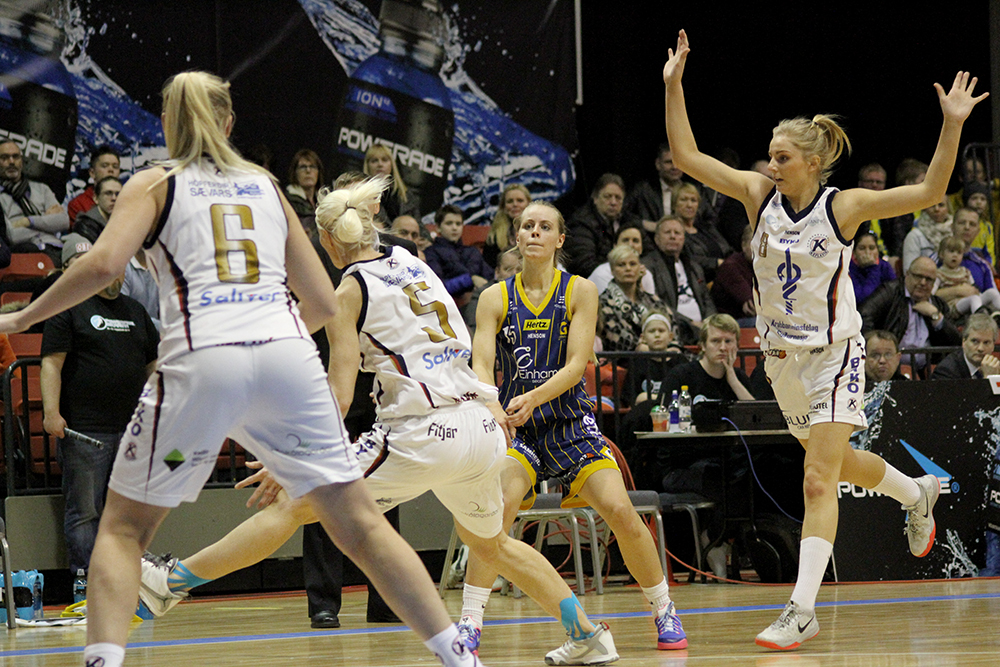
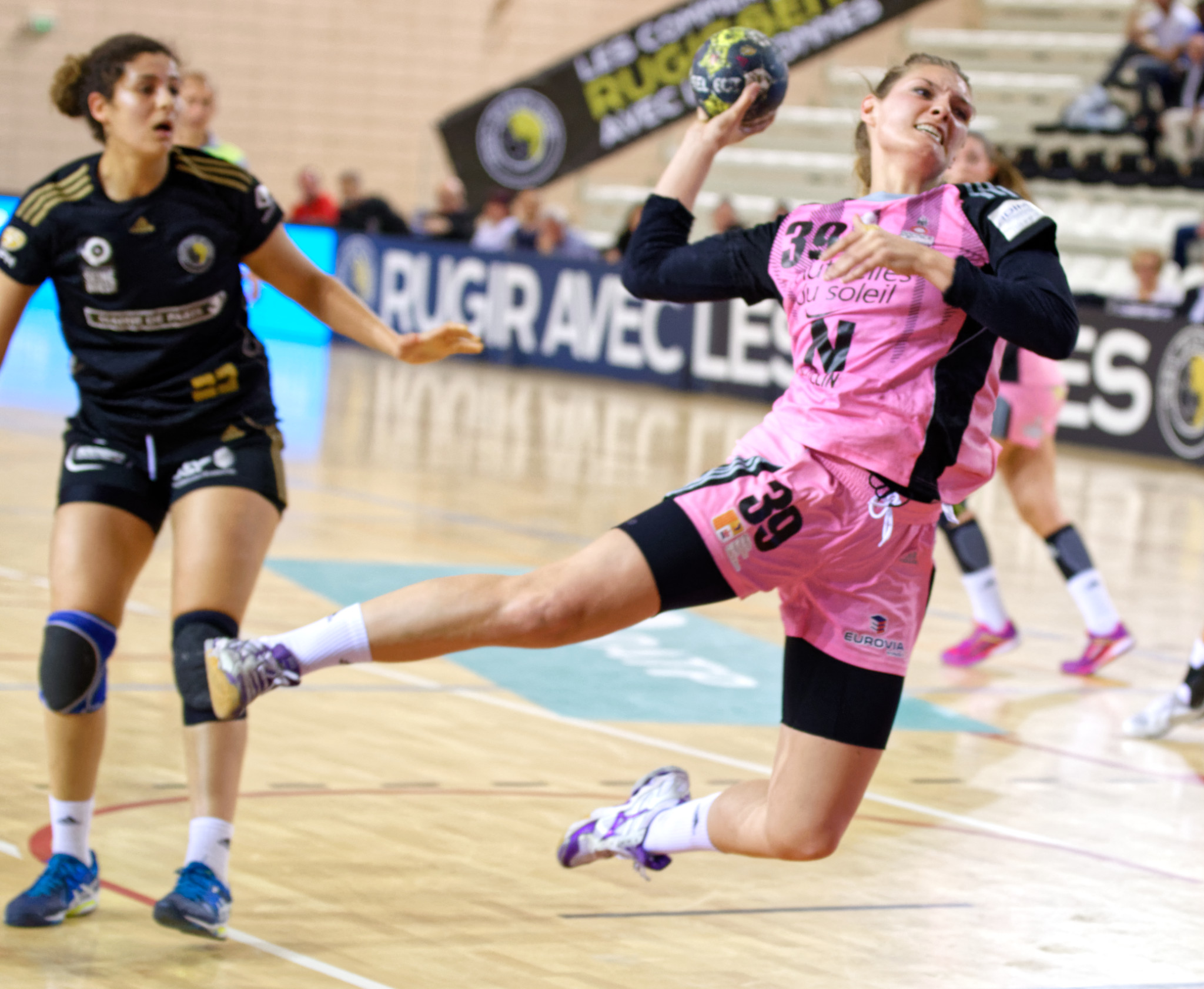
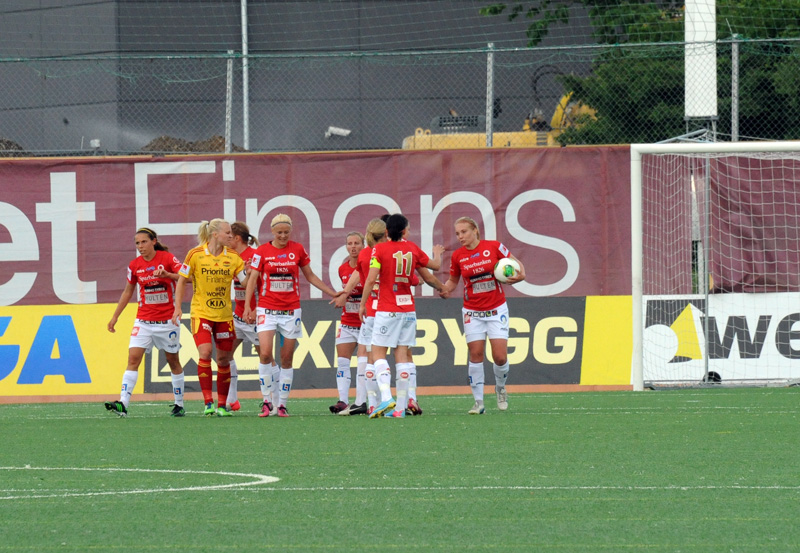

Entre els clubs de futbol femení a Islàndia s'inclouen Breiðablik, Grindavík, Haukar, Íþróttabandalag Vestmannaeyja, Knattspyrnufélag Reykjavíkur, Stjarnan i Valur. L'Úrvalsdeild kvenna és la lliga de futbol femení de primer nivell a Islàndia. Inclou deu equips que juguen un doble partit per decidir qui es classifica per obtenir un lloc a la Lliga de Campions Femenina de la UEFA.
La Selecció femenina de futbol d'Islàndia representa a Islàndia a les competicions internacionals femenines de futbol de seleccions, i ha competit a la Lliga de Campions Femenina de la UEFA el 2009, 2013 i 2017, i s'ha classificat per a l'Eurocopa en dos ocasions, arribant als quarts de final al 2013.

## Islandeses destacades

### Acadèmiques
- Anna G. Jónasdóttir
- Bryndís Benediktsdóttir
- Guðbjörg Linda Rafnsdóttir
- Guðrún Valgerður Stefánsdóttir
- Helga Jónsdóttir
- Hrafnhildur Hanna Ragnarsdóttir
- Hrefna Sigurjónsdóttir
- Lára Jóhannsdóttir
- Ólafía Einarsdóttir
- Sigríður Sigurjónsdóttir
- Sigrún Klara Hannesdóttir

### Actrius
- Ágústa Eva Erlendsdóttir
- Anita Briem
- Ásdís Thoroddsen
- Bergljót Arnalds
- Edda Björgvinsdóttir
- Elín Petersdóttir
- Halla Vilhjálmsdóttir
- Hanna María Karlsdóttir
- Heida Reed
- Helga Bachmann
- Hera Hilmar
- Ilmur Kristjánsdóttir
- Kristín Þóra Haraldsdóttir
- Margrét Vilhjálmsdóttir
- María Ellingsen
- María Ólafsdóttir
- María Thelma Smáradóttir
- Nína Dögg Filippusdóttir
- Ólafía Hrönn Jónsdóttir
- Rán Ísold Eysteinsdóttir
- Rósa Ingólfsdóttir
- Saga Garðarsdóttir
- Salka Sól Eyfeld
- Selma Björnsdóttir
- Sigrún Edda Björnsdóttir
- Sirry Steffen
- Sólveig Arnarsdóttir
- Steinunn Ólína Þorsteinsdóttir
- Thora Bjorg Helga
- Þórunn Erna Clausen
- Tinna Gunnlaugsdóttir

### Artistes
- Anna Jóelsdóttir
- Gabríela Friðriksdóttir
- Gerður Helgadóttir
- Gunnhildur Hauksdóttir
- Hansína Regína Björnsdóttir
- Júlíana Sveinsdóttir
- Katrín Sigurdardóttir
- Kristín Jónsdóttir
- Margret the Adroit
- Nicoline Weywadt
- Nína Tryggvadóttir
- Ragnheiður Gestsdóttir
- Sigga Björg Sigurðardóttir

### Cantants
- Ágústa Eva Erlendsdóttir
- Anna Mjöll
- Ásgerður Júníusdóttir
- Bergþóra Árnadóttir
- Birgitta Haukdal
- Björk
- Edda Heiðrún Backman
- Elly Vilhjálms
- Emilíana Torrini
- Engel Lund
- Greta Mjöll Samúelsdóttir
- Greta Salóme Stefánsdóttir
- Hafdís Huld
- Halla Margrét Árnadóttir
- Halla Vilhjálmsdóttir
- Hera Björk
- Hera Hjartardóttir
- Hildur Vala Einarsdóttir
- Iva Marín Adrichem
- Jófríður Ákadóttir
- Kjuregej
- Kristín Anna Valtýsdóttir
- Lay Low
- María Ólafsdóttir
- Nanna Bryndís Hilmarsdóttir
- Ólöf Arnalds
- Ragnheiður Gröndal
- Ragnhildur Steinunn Jónsdóttir
- Regína Ósk
- Salka Sól Eyfeld
- Selma Björnsdóttir
- Sigga
- Sigurlaug Gísladóttir
- Sóley
- Svala
- Yohanna

### Científiques
- Elsa G. Vilmundardóttir
- Kristín Ingólfsdóttir
- Kristín Vala Ragnarsdóttir
- Margrét Hermanns-Auðardóttir
- María Guðjónsdóttir
- Martha Ásdís Hjálmarsdóttir
- Sigrún Klara Hannesdóttir

### Empresàries
- Áslaug Magnúsdóttir
- Linda Pétursdóttir
- Svafa Grönfeldt
- Þórunn Jónassen
- Vilhelmína Lever

### Escriptores
- Ágústína Jónsdóttir
- Álfrún Gunnlaugsdóttir
- Anna Svanhildur Björnsdóttir
- Arndís Þórarinsdóttir
- Áslaug Jónsdóttir
- Auður Ava Ólafsdóttir
- Auður Jónsdóttir
- Birgitta Jónsdóttir
- Bryndís Björgvinsdóttir
- Brynhildur Þórarinsdóttir
- Drífa Viðar
- Elín Briem
- Elín Ebba Gunnarsdóttir
- Elísabet Jökulsdóttir
- Elsa G. Vilmundardóttir
- Erla Stefánsdóttir
- Fríða Á. Sigurðardóttir
- Gerður Kristný
- Guðný Halldórsdóttir
- Guðrún Eva Mínervudóttir
- Guðrún frá Lundi
- Guðrún Helgadóttir
- Guðrún Lárusdóttir
- Halla Gunnarsdóttir
- Hólmfríður Árnadóttir
- Hrafnhildur Hagalín
- Íeda Herman
- Ingibjörg Haraldsdóttir
- Jakobína Sigurðardóttir
- Jónína Leósdóttir
- Kristín Eiríksdóttir
- Kristín Helga Gunnarsdóttir
- Kristín Marja Baldursdóttir
- Kristín Ómarsdóttir
- Kristín Steinsdóttir
- Lilja Sigurdardottir
- Linda Vilhjálmsdóttir
- Nína Björk Árnadóttir
- Ólína Þorvarðardóttir
- Ragna Sigurðardóttir
- Ragnheiður Gestsdóttir
- Rósa Guðmundsdóttir
- Sigurbjörg Þrastardóttir
- Steinunn Finnsdóttir
- Steinunn Ólína Þorsteinsdóttir
- Steinunn Refsdóttir
- Steinunn Sigurðardóttir
- Svava Jakobsdóttir
- Þórdís Gísladóttir
- Þórunn Elfa Magnúsdóttir
- Torfhildur Þorsteinsdóttir
- Valgerður Þóroddsdóttir
- Vigdís Grímsdóttir
- Vilborg Dagbjartsdóttir
- Vilborg Davíðsdóttir
- Yrsa Sigurðardóttir

### Esportistes
- Agusta Edda Bjornsdóttir
- Bríet Kristý Gunnarsdóttir
- Bryndís Rún Hansen
- Erla Dögg Haraldsdóttir
- Eva Hannesdóttir
- Eydis Konráðsdóttir
- Eygló Ósk Gústafsdóttir
- Guðrún Ágústsdóttir
- Hafdís Sigurðardóttir
- Helga Sigurðardóttir
- Hrafnhildur Guðmundsdóttir
- Hrafnhildur Lúthersdóttir
- Ingibjörg H. Bjarnason
- Ingibjörg Jónsdóttir
- Irina Sazonova
- Íris Edda Heimisdóttir
- Kolbrún Ólafsdóttir
- Kolbrún Ýr Kristjánsdóttir
- Lára Hrund Bjargardóttir
- Lenka Ptáčníková
- Margrét Pálsdóttir
- Ólafía Þórunn Kristinsdóttir
- Ragnheiður Ragnarsdóttir
- Ragnhildur Steinunn Jónsdóttir
- Sigrún Brá Sverrisdóttir
- Snæfríður Jórunnardóttir
- Sonja Sigurđardóttir
- Þórdís Árnadóttir
- Þórunn Alfreðsdóttir
- Vilborg Sverrisdóttir

### Islandeses de l'Edat mitjana
- Agnes Jónsdóttir
- Freydís Eiríksdóttir
- Guðríðr Þorbjarnardóttir
- Guðrún Ósvífrsdóttir
- Hallbera Þorsteinsdóttir
- Halldóra Eyjólfsdóttir
- Halldóra Sigvaldadóttir
- Halldóra Tumadóttir
- Ingunn Arnórsdóttir
- Jorunn Bjarnadottir
- Ólöf Loftsdóttir
- Solveig Guðmundsdóttir
- Solveig Rafnsdóttir
- Steinunn Refsdóttir
- Steinvör Sighvatsdóttir
- Þóra Magnúsdóttir
- Þorgerðr Egilsdóttir
- Thorunn Ormsdottir
- Þuríður Sturludóttir

### Feministes
- Álfheiður Ingadóttir
- Anna G. Jónasdóttir
- Áslaug Arna Sigurbjörnsdóttir
- Bjarkey Gunnarsdóttir
- Bríet Bjarnhéðinsdóttir
- Guðrún Björnsdóttir
- Halla Gunnarsdóttir
- Hallgerður Gísladóttir
- Jóhanna Sigurðardóttir
- Katrín Jakobsdóttir
- Kolbrún Halldórsdóttir
- María Lilja Þrastardóttir
- Rósa Björk Brynjólfsdóttir
- Siv Friðleifsdóttir
- Sóley Tómasdóttir
- Svandís Svavarsdóttir
- Svava Jakobsdóttir
- Þórhildur Þorleifsdóttir
- Þórunn Sveinbjarnardóttir
- Vilborg Dagbjartsdóttir

### Models
- Anna Bjorn
- Arna Ýr Jónsdóttir
- Birta Abiba Þórhallsdóttir
- Elísabet Hulda Snorradóttir
- Katrín Lea Elenudóttir
- Kolfinna Kristófersdóttir
- Linda Pétursdóttir
- Rán Ísold Eysteinsdóttir
- Sif Saga

### Polítiques
- Álfheiður Ingadóttir
- Amal Tamimi
- Áslaug Arna Sigurbjörnsdóttir
- Ásta Guðrún Helgadóttir
- Berglind Ásgeirsdóttir
- Birgitta Jónsdóttir
- Bjarkey Gunnarsdóttir
- Bryndís Haraldsdóttir
- Elín Hirst
- Elsa Lára Arnardóttir
- Freyja Haraldsdóttir
- Guðfríður Lilja Grétarsdóttir
- Guðrún Björnsdóttir
- Guðrún Helgadóttir
- Guðrún Lárusdóttir
- Halla Gunnarsdóttir
- Halla Signý Kristjánsdóttir
- Halla Tómasdóttir
- Inga Sæland
- Jónína Jónatansdóttir
- Jónína Rós Guðmundsdóttir
- Katrín Fjeldsted
- Katrín Magnússon
- Margrét Tryggvadóttir
- Ólína Þorvarðardóttir
- Ragna Árnadóttir
- Ragnheiður Ríkharðsdóttir
- Ragnhildur Helgadóttir
- Rósa Björk Brynjólfsdóttir
- Sigríður Á. Andersen
- Sigríður Ingibjörg Ingadóttir
- Sigurlín Margrét Sigurðardóttir
- Sigurrós Þorgrímsdóttir
- Silja Dögg Gunnarsdóttir
- Sóley Tómasdóttir
- Steinunn Þóra Árnadóttir
- Svava Jakobsdóttir
- Þórdís Kolbrún R. Gylfadóttir
- Thordis Loa Thorhallsdottir
- Unnur Brá Konráðsdóttir
- Valgerður Bjarnadóttir
- Valgerður Gunnarsdóttir
- Vigdís Finnbogadóttir
- Vigdís Hauksdóttir

### Altres
- Ásdís Thoroddsen (directora de cinema)
- Ásta Kristjana Sveinsdóttir (filòsofa)
- Berglind Ásgeirsdóttir (diplomàtica)
- Edda Björgvinsdóttir (directora de cinema)
- Guðný Halldórsdóttir (directora de cinema)
- Guðrún Erlendsdóttir (jutgessa)
- Halldóra Briem (arquitecta)
- Hanna Rún Óladóttir (ballarina)
- Hjördís Björk Hákonardóttir (jutgessa)
- Högna Sigurðardóttir (arquitecta)
- Ingibjörg Sólrún Gísladóttir (diplomàtica)
- Kristín A. Árnadóttir (diplomàtica)
- Lilja Dögg Alfreðsdóttir (diplomàtica)
- Sigríður Ásdís Snævarr (diplomàtica)
- Sigríður Tómasdóttir (activista)
- Sólveig Anspach (directora de cinema)
- Þórhildur Þorleifsdóttir (ballarina)
- Valgerður Sverrisdóttir (diplomàtica)